# Bodufinolhu (Kaafu-atol)
Bodufinolhu is een van de onbewoonde eilanden van het Kaafu-atol behorende tot de Maldiven.